# Janina Wilczówna
Janina Maria Wilczer (ur. 21 marca 1917 w pociągu na trasie Warszawa-Moskwa, zm. 17 września 1979 w Dallas) – aktorka pochodzenia żydowskiego.

## Życiorys
Przed rozpoczęciem kariery aktorskiej pracowała w Banku Zrzeszonych Rzemieślników Żydowskich. W 1929 roku wzięła udział w konkursie Miss Judei organizowanym przez "Nasz Przegląd", a rok później została Miss Akademików. Karierę aktorską rozpoczęła w 1933 roku, kiedy została zakwalifikowana do Państwowego Instytutu Sztuki Teatralnej w Warszawie. Ukończyła go w 1936 roku, po czym została zaangażowana do Teatru Polskiego i Małego. Zadebiutowała rolą Arabelli w Klubie Pickwicka. W międzyczasie pojawiała się również w filmach.
W czasie wojny przebywała początkowo w Paryżu, gdzie została zaangażowana do filmu "Ostatnia noc". Pracowała również jako pielęgniarka przy Czerwonym Krzyżu oraz w biurze Ministerstwa Spraw Wojskowych we Francji. w 1940 roku, była także członkinią Teatru Polskiego w Paryżu. 30 kwietnia 1940 roku wyszła za mąż za Teodora Dzierzgowskiego we francuskim kurorcie Biarritz. Stamtąd przedostała się przez Hiszpanię i Portugalię do Wielkiej Brytanii, gdzie otrzymała pracę w biurze emigracyjnego rządu. 
4 września 1942 roku wypłynęła na statku m/s "Stalowa Wola" do Stanów Zjednoczonych. Wysiadła w Montrealu i przez St. Albanas w stanie Vermount dostała się do Nowego Jorku. Początkowo zarabiała dając przedstawienia przed filmami z jej udziałem, następnie zatrudniła się w biurze pracując jednocześnie w nowo utworzonym Polskim Teatrze Artystów. Okazjonalnie występowała także w nowojorskim radiu WHOM.
Między październikiem 1942 roku, a lipcem 1943 roku pracowała jako maszynistka w biurach Samodzielnej Ekspozytury Wywiadowczej „Estezet” Oddziału II Sztabu Naczelnego Wodza w Nowym Jorku. Tam poznała Stanisława Sławika, za którego wyszła za mąż 10 października 1947 roku w Waszyngtonie.
Od 1949 roku mieszkała z mężem w Dallas, gdzie rok późnej otworzyła słynną restaurację "Old Warsaw". 
Zmarła na raka płuc 17 września 1979 roku w szpitalu episkopalnym przy Gaston Avenue w Dallas.

## Filmografia
- 1936: Bolek i Lolek – Krysia, córka Browna
- 1937: Halka – Zofia
- 1939: Doktór Murek – Nira